# Nirasaki
Nirasaki (韮崎市 -shi) é uma cidade japonesa localizada na província de Yamanashi.
Em 2003, a cidade tinha uma população estimada em 32 644 habitantes e uma densidade populacional de 227,12 h/km². Tem uma área total de 143,73 km².
Recebeu o estatuto de cidade a 10 de Outubro de 1954.

## Cidades-irmãs
- Fairfield, EUA
- Jiamusi, China